# Лайт Ягами
Лайт Яга́ми (яп. 夜神 月 Ягами Райто, англ. Light Yagami), также известный как Ки́ра (яп. キラ) — главный герой манги, аниме-сериала и фильмов «Тетрадь смерти».
Лайт Ягами показан как очень умный, расчётливый молодой человек с повышенным чувством справедливости. По сюжету к нему попадает тетрадь смерти, с помощью которой можно безнаказанно убить человека, лишь записав его имя и представив лицо этого человека. С развитием сюжета, возомнив себя богом нового мира, Ягами стал довольно высокомерным и заносчивым персонажем.
С помощью тетради смерти Ягами Лайт решил создать новый мир без преступников и стал карать всех, кто совершал преступления. Но позже, когда детектив L поставил его в неловкое положение, стал постепенно избавляться от всех, кто его искал или стоял у него на пути.
По-японски его фамилия пишется знаками «ночь» и «бог» (夜神), а имя — знаком «Луна» (月, читается как Райто вместо нормативного цуки). По-английски имя персонажа пишется как «Light» (с англ. «свет»).

## Создание и концепция
Цугуми Оба, сценарист «Тетради смерти», сказал, что его редактор предложил фамилию «Ягами» для Лайта. Оба сказал, что он не был «слишком обеспокоен» значением имени (для «Ягами» — «ночь» и «бог»); он сказал, что после того, как он создал финальную сцену в манге, ему «понравилось», что финальная сцена придала «более глубокое значение» имени поклонников Киры, поклоняющихся ему ночью при свете луны — его имя «Свет» написано с иероглифа «луна».
Такэси Обата, художник «Тетради смерти», сказал, что у него «не возникло проблем» с дизайном Лайта, поскольку представленное ему описание персонажа «блестящий отличник, который немного не в себе» было «ясным и подробным». По мере продолжения еженедельной сериализации Обата упростил дизайн, подсознательно удалив «ненужные» линии, и почувствовал, что стал «лучше» рисовать Лайта. Когда появилась глава 35 и редактор сообщил Обате, что Лайт теряет память, Обата должен был нарисовать Лайта так же, как он появился в Главе 1; Обата сказал: «Мне как будто пришлось забыть всё, чему я научился». Обата сказал, что он приложил «много усилий» для создания гардероба Лайта. По словам Обаты, ему было трудно представить себе одежду «гениального человека», поэтому он просматривал модные журналы. Обата представлял Лайта как «умного и формального парня», который носит классические рубашки. Большая часть одежды Лайта в «Тетрадь смерти» «приталена», и Обата избегал джинсов.
Для цветных иллюстраций Обата назначил каждому главному герою определённые цвета, чтобы помочь «правильно передать атмосферу» при их разработке. Он приписал Лайту «отсутствие цвета или ясности».

### Фильмы
Сюскэ Канэко, режиссёр фильма, хотел, чтобы Лайт вызывал у зрителей сочувствие в начале фильма. Когда Лайт впервые получает тетрадь смерти, Канэко «был осторожен», чтобы Лайт реагировал так, «как мы с вами». Канэко изменил историю о том, что Лайт получил свою первую тетрадь, поскольку он чувствовал, что аудитории «трудно будет сочувствовать» Лайту, если сцена останется такой же, как в манге. Канэко добавил, что, когда он изобразил Лайта как «порабощённого», он «становится более жестоким», чтобы заставить зрителей почувствовать, что они могут «делать ужасные вещи, которые он делает», даже если участники не сочувствуют Лайту.
Тацуя Фудзивара сказал, что ему было трудно изобразить Лайта, из-за того, что у Лайта нет характерных манер, и поэтому его чувства отображаются на его лице. Фудзивара добавил, что он изо всех сил пытался передать «невероятный интеллект» Лайта и что выступление выглядело бы «очень пустым или упрощённым». Фудзивара объяснил, что хотел, чтобы Лайт плакал в определённой сцене, хотя Канэко сказал Фудзиваре: «Лайт не плачет», поскольку Фудзивара считал, что эта сцена будет казаться «более честной».
Канэко спроектировала комнату Лайта, чтобы отразить личность персонажа, сделав её чистой и опрятной и заполнив её юридическими, криминальными, иностранными и академическими книгами. Первоначальная версия комнаты Лайта включала стереосистему — Канэко заменила её пылесосом, чтобы отразить «помешанного на чистоте» Лайта.
Кэнъити Мацуяма, актёр, сыгравший L, сказал, что он и Фудзивара «настолько погрузились» в образы своих персонажей, что не разговаривали друг с другом на съёмочной площадке; когда съёмки прекратились, они поговорили и «вышли выпить». Мацуяма также сказал, что Лайт и L «чрезвычайно» похожи в том, что у них «очень сильное чувство справедливости».

## Появления
В аниме озвучил сэйю — Мамору Мияно.

### Японские фильмы 2006 года
Лайта Ягами в японских игровых фильмах сыграл японский актёр Тацуя Фудзивара (яп. 藤原竜也 Фудзивара Тацуя).

### Японская дорама 2015 года
В одноимённой дораме Лайта сыграл Масатака Кубота.

### Американский фильм 2017 года
В американской адаптации роль Лайта отдана Нэту Вулффу. Фильм является произведением по мотивам манги, сюжет и главный герой сильно отличаются. Лайт получил фамилию Тёрнер (англ. Turner) и является обычным школьником и сыном полицейского из Сиэтла. Он находит тетрадь смерти, и пришедший к нему бог Рюк уговаривает использовать её на школьном хулигане. Удостоверившись, что тетрадь работает, Лайт вписывает в неё имя убийцы своей матери. Затем он показывает тетрадь своей однокласснице Мии (адаптация Мисы), и они вместе начинают убивать преступников, также между ними закручивается роман.
Расследовать дело таинственного убийцы под псевдонимом «Кира» вызывается детектив L, который быстро сужает круг подозреваемых сначала до Сиэтла, потом и семей полицейских, и наконец до Лайта Тёрнера, и посылает агентов ФБР устроить за ним слежку. Лайт не хочет убивать агентов, однако Мия, опасаясь раскрытия, делает это сама, не говоря ничего Лайту, и тот думает, что это сделал бог смерти Рюк. L входит в контакт с Лайтом, и тот решает устранить его. Он расспрашивает своего отца про детектива и выясняет имя его помощника — Ватари. Лайт хочет при помощи тетради смерти заставить Ватари выяснить имя L, чтобы расправиться с ним, но потом сжечь лист с его именем, чтобы отменить смерть. У Мии другой план, и она хочет сама завладеть тетрадью. Она крадёт лист с именем Ватари, вписывает имя Лайта Тёрнера и шантажирует его, чтобы он отдал тетрадь, а она сожгла лист с его именем.
В это время L узнаёт о гибели своего друга и хочет отомстить Лайту, но тому удаётся убежать и встретиться с Мией на колесе обозрения. Там он пытается отговорить её брать тетрадь, но она всё-таки её берёт, что вызывает срабатывания записи Лайта о крушении колеса и гибели Мии. Лайт выживает, а продолжающиеся смерти преступников служат доказательством для полиции, указывающим на его невиновность, что становится почвой для конфликта полиции и L. Детектив вспоминает случайно обронённую фразу Лайта, находит учебник Мии с вырванной из тетради страницей и готовиться вписать туда имя Лайта, пока в это же время Лайт хочет рассказать отцу о тетради. На этом фильм заканчивается.

## Вымышленная биография

### Начало пути
В начале манги и сериала — лучший ученик Японии, в начале фильма — студент. Сын Соитиро Ягами, второго человека в японской полиции.
В его руки попала тетрадь смерти, и Лайт осмелился воспользоваться ею для преобразования мира путём убийства преступников сердечным приступом. После этого Лайт встречает бога смерти по имени Рюк, который специально сбросил тетрадь в мир людей, чтобы поразвлечься. Говоря с Рюком, Лайт рассказывает про свои намерения очистить мир от преступников.
Очень скоро люди начали замечать закономерность в том, что все преступники умирают одинаково. Тогда же Интерпол решает обратиться за помощью к самому лучшему в мире детективу, известному под псевдонимом L.

### Начало охоты на Киру
Уловки L с самого начала ограничили круг подозреваемых, он транслировал свой голос по японскому телевидению и бросил вызов Лайту, который к тому времени был больше известен как Кира. С момента, когда Лайт понял, что находится в числе подозреваемых, он начал убивать не только преступников, но и тех, кто охотился за ним. При этом Лайт старался действовать не только незаметно, но и отчасти красиво (как, например, в эпизоде, когда перед убийством всех следивших за ним агентов, Лайт показал своё истинное лицо последнему из них, прежде чем тот умер). В день, когда Лайт поступил в университет, рядом с ним сел странный парень в мятой одежде, с растрёпанными волосами и синяками под глазами. Парень сказал Лайту, что он и есть L, и хочет, чтобы Лайт помог ему поймать Киру. Это привело Лайта в отряд, ищущий его самого.
В это же время стали происходить новые убийства, к которым Лайт был не причастен, и некто объявил по телевизору, что он Кира. L заподозрил, что этот Кира на самом деле Кира-2, что в последствии оказалось правдой. Лайт договорился о встрече со вторым Кирой, так как понял, что второй Кира заключил сделку с богом смерти на глаза бога смерти за половину оставшейся жизни, и теперь ему нужно было знать только лицо жертвы, чтобы прочитать его имя, и с удивлением обнаружил, что это девушка — модель Миса Аманэ. Она рассказывает ему, что Кира покарал убийц её родителей, и что теперь она любит его всей душой и хочет ему помогать. Лайт решает, что её можно использовать, и согласился. Но Миса очень быстро попадает под подозрение, и L задерживает её, чтобы выпытать, является ли она Кирой номер два.

### Погоня за фальшивым Кирой. Начало конца
Лайт пытается доказать, что он не Кира, но L всё больше убеждается, что Лайт — тот самый убийца. Тогда Лайт приходит к L и говорит, что сам начал подозревать, что он Кира. Он просит L заключить его в камеру. «Это из-за своей глупой гордыни я попал сюда. Я отказываюсь от неё» — произносит Лайт в камере после того, как прошло уже несколько недель и забывает обо всём, что связывало его с тетрадью, потому что эти слова были формулой отказа от прав владения тетрадью и входили в план Лайта.
После заключения Лайта смерти не прекратились, так как Рэм передала тетрадь Лайта очень влиятельному человеку из корпорации «Ёцуба». Когда Лайт забывает про тетрадь, он снова становится обычным студентом и L замечает эту перемену. К тому же такие же изменения произошли и с Мисой, ведь она ещё раньше отказалась от тетради.
L проводит испытание, чтобы проверить, являются ли Лайт или Миса Кирой. Соитиро Ягами изображает, что Лайта признали виновным, и ООН приняла решение казнить его, а Соитиро вызвался сам привести приговор в исполнение. Но ни Лайт, ни Миса не показывают, что кто-то из них Кира.
Лайта снова допускают к расследованию, но L приковывает его к себе цепью, чтобы круглосуточно следить за Лайтом. Лайт показывает свои незаурядные способности детектива, находит, что многие смерти выгодны корпорации «Ёцуба». L даже назначает Лайта своим преемником. Но после того, как Киру из «Ёцубы» ловят, тетрадь снова попадает в руки Лайта, он вспоминает о своём плане, убивает Киру-3 и дальше ведёт игру с L. Тогда же L обнаруживает, что в тетради записано правило 13 дней, где говорится, что владелец тетради умрёт, если не будет ничего в неё записывать в течение 13 дней. Это правило полностью оправдывало Лайта и Мису, но L усомнился в том, что правило настоящее, и предложил проверять тетрадь на тех, кому до казни осталось больше 13 дней. Рэм понимает, что Миса в серьёзной опасности, и записывает имена L и его приближённого Ватари в свою тетрадь смерти. L умирает, угроза в виде богини смерти Рэм устраняется (синигами умирают, если намеренно продлевают жизнь человеку), а Лайт занимает место L и продолжает вести охоту на самого себя.

### Мир без L
После смерти L ничто не мешает Лайту создавать мир по своему желанию. Он постепенно убирает со своего пути людей, знающих о тетради смерти. Он убивает помощников L (Уэди и Айбера), устраняет членов корпорации «Ёцуба», знающих о деле. В течение следующих пяти лет большинство стран мира признало власть Киры, лишь США и Япония продолжили расследование его дела.
Лайт оканчивает университет и становится полицейским. Вскоре, благодаря выдающимся способностям, он получает должность начальника отдела информационных расследований. Но затем с ним связывается некто N, называющий себя наследником L и считающий, что новый L — фальшивка. Вскоре происходит похищение директора японской полиции, в качестве выкупа за которого похитители требуют отдать тетрадь смерти.

### Наследники L
N рассказывает японскому штабу расследования дела Киры, что он выходец из Дома Вамми. Команда Лайта выясняет, что в приюте Ватари было двое основных претендентов на место L, но нет ни их фотографий, ни настоящих имён, — только рисунки, изображающие их лица пять лет назад, и прозвища — Ниа и Мэлло. Однако этого не достаточно, ведь по правилам тетради смерти, пишущий обязан знать жертву в лицо и её настоящее имя.
Лайт делает единственное, что в его силах, — убивает похищенного директора полиции с помощью тетради, чтобы тот не рассказал похитителям что́ знает, но похитители делают ответный ход и похищают дочь заместителя директора и младшую сестру Лайта, Саю Ягами. Лайт и Ниа сотрудничают в операции по передачи тетради, но всё выходит из-под контроля — преступники получают тетрадь, а Ниа намекает, что операцию похищения организовал его знакомый. Лайт приходит к выводу, что это Мэлло, второй преемник L.
Лайт оказывается между двух врагов, которые к тому же соперничают друг с другом. Ниа управляет организацией СПК (Союз против Киры), а Мэлло помогает мощная преступная организация. Вскоре Мэлло уничтожает с помощью тетради почти весь состав СПК. Ниа остаётся лишь с тремя агентами, у которых были документы на фальшивые имена.
Лайт под именем Киры организовывает возвращение тетради с помощью японской полиции. Кира присылает свою тетрадь с записанными именами членов банды Мэлло, которые записала Миса, используя свои глаза бога смерти, и датами, когда они умрут, в этот момент японские детективы должны обезвредить остальных членов мафии и захватить тетрадь. Но Мэлло помогает бог смерти Сидо, настоящий владелец Тетради. Во время операции Соитиро Ягами колеблется перед убийством Мэлло и тот успевает устроить взрыв, смертельно ранящий Соитиро и дающий Мэлло шанс сбежать. На лице Мэлло остаётся ожог.
После смерти Соитиро в больнице японские детективы во главе с Лайтом возвращают тетрадь настоящему владельцу — Сидо, и он улетает обратно в мир богов смерти.

### Конец Киры
Ниа всё больше подозревает, что второй L — это Кира. Лайту приходится вести себя осторожнее, он заставляет Мису отказаться от прав на владение тетрадью и пересылает её своему стороннику — прокурору Миками Тэру.
Вскоре новым глашатаем Киры становится известная телеведущая и бывшая девушка Лайта, Киёми Такада. Ягами под предлогом расследования встречается с ней, но не может сказать ей, что он Кира: за ними следят остальные члены группы по расследованию дела Киры. Такаде звонит Кире, Лайт берёт телефон и начинает говорить вещи, о которых может знать только настоящий Кира. Миками понимает, что с ним говорит его «бог». Лайт начинает передавать указания Миками через Такаду во время их регулярных встреч.
Вскоре Ниа догадывается, что появился ещё один Кира; он называет его X-Кира. Ниа считает, что это Миками Тэру. Он начинает за ним следить. Также он нащупывает связь между Такадой и Кирой. Когда Ниа приезжает в Японию для более детального расследования, Лайт приказывает Миками передавать Такаде листы из тетради смерти, чтобы она карала преступников за него, подозревая слежку за Миками. Но неожиданно для всех в игру возвращается Мэлло и вместе со своим помощником Мэттом похищает Такаду, разрушая планы Лайта и Ниа. Мэтта убивают охранники Такады, а сама Такада убивает Мэлло, вписав его имя в листок из тетради смерти. Лайт, в свою очередь, убивает Такаду, уничтожая ставшую ненужной помощницу и улики.
Ниа назначает новому L встречу на заброшенном складе, чтобы во всём разобраться. Соперники разрабатывают планы уничтожения друг друга. По плану Лайта, Миками Тэру должен, используя глаза бога смерти, убить всех присутствующих, кроме него. Ниа же на встрече обещает, что никто не умрёт. Вскоре он говорит, что Кира прячется за дверью склада, и просит его войти, ведь он уже успел записать все имена. Миками Тэру входит, Лайт спрашивает сколько времени осталось до смерти присутствующих. Когда остаётся несколько секунд, он говорит: «Я победил тебя, Ниа!».

### Разоблачение
Но ничего не происходит. Лайт не может поверить своим глазам. Ниа объясняет, что он заменил тетрадь Миками фальшивой, но благодаря Мэлло и похищению Такады он понял, что Лайт предвидел фальсификацию тетради, и заменил её своей подделкой. Миками, не зная, что Лайт уже записал имя Такады, тоже пишет его в настоящей Тетради, спрятанной в банковской ячейке, а в копии Лайта имени Такады не было. Ниа же говорит, что всё это было частью плана, и если в подделанной Лайтом тетради он заменил лишь страницы, то настоящую заменил целиком. Агенты Ниа арестовывают Миками Тэру и отдают его тетрадь Ниа, тот показывает, что имена всех присутствующих записаны, но нет имени Лайта Ягами. Лайт срывается, начинает кричать, что его подставили, но все понимают, что Кира раскрыт. Потом Лайт успокаивается, но вдруг начинает смеяться и признаётся, что он — Кира, затем пытается убедить Ниа и всех присутствующих, что Кира — справедливость. Ниа же отвечает, что Кира не бог, а сумасшедший убийца. Лайт пытается написать имя Ниа на маленьком кусочке, вырванном из тетради смерти, спрятанном в наручных часах, но полицейский Мацуда, прежде поражённый признанием Лайта, успевает выхватить пистолет и простреливает Лайту руку.
В манге Лайт пытается переманить Мацуду на сторону Киры, убеждая убить Ниа, СПК и остальных. Мацуда говорит, что Лайт привёл своего отца к смерти. Лайт опять уговаривает Мацуду, а затем пытается дописать имя Ниа кровью, но Мацуда выпускает в него ещё несколько пуль и целится в голову. Его останавливают. Лайт просит Миками убить всех, но тот говорит, что не может писать в такой ситуации, поскольку тетрадь оказалась фальшивой, и добавляет: «Ты не бог!». Моги, Айдзава и Идэ собираются арестовать Лайта, тот от них уползает, крича: «Остановитесь! Не подходите ко мне!», затем по очереди просит помощи у Мисы и Такады, на что Ниа отвечает, что Миса сейчас в отеле «Тэйто», а Такада мертва. Лайт начинает крутиться на полу и орать: «Кто-нибудь, убейте их!».
В аниме Лайт не останавливается, пытается писать кровью, но Мацуда выпускает в него ещё несколько пуль и пытается выстрелить и в голову, но его останавливают. Миками пронзает своё сердце авторучкой, отвлекая внимание, и Лайту удаётся сбежать.

### Смерть
В манге
Лайт просит написать имена теперь уже Рюка. Ниа говорит, что всё в порядке, так как Рюк не поможет Лайту таким способом. Рюк говорит: «Ну ладно. Возможно, я напишу…», полицейские стреляют в него, но бога смерти нельзя убить земным оружием. Лайт ликует, говорит, что они все сейчас умрут, но Рюк говорит, что единственный, кто сейчас умрёт, — Лайт, и записывает его имя в свою тетрадь. Лайт срывается и кричит, что не хочет умирать, просит Рюка сделать что-нибудь. Тот отвечает, что если имя человека однажды было записано в тетрадь смерти, его смерть неизбежна. Лайт вспоминает разговор с Рюком по поводу того, куда попадают после смерти обладатели тетради, и умирает от сердечного приступа.
В аниме
Лайт бежит со склада, обливаясь кровью. Рюк сидит на вышке и рассуждает, что он, конечно, мог бы подождать, пока Лайт будет сидеть в заключении, но это будет так скучно… И в соответствии с негласным договором между человеком, поднявшим тетрадь, и богом смерти, предыдущим владельцем тетради, Рюк записывает имя Лайта Ягами в свою тетрадь и возвращается в мир богов смерти. У Лайта случается сердечный приступ, и он падает. В последний момент ему кажется, что над ним стоит L. Также в конце показывают Мису, которая одна едет в поезде и потом оказывается на краю высотного здания. В последнем кадре видно Рюка, сидящего на той же вышке, и частичное лунное затмение, что тоже довольно символично: фамилия Ягами Лайта пишется иероглифами «бог» и «ночь», а имя — «Луна».

### Мир без Киры
В 108 главе манги показываются события через год после смерти Лайта. Ниа становится новым L, а Роджер — его Ватари. Новый L продолжает сотрудничать с японской полицией. А обычные люди, которые не узнали о судьбе своего «бога», продолжают поклоняться ему.

### Новый Кира
В специальном выпуске манги Post Series — One Shot, события которого происходят спустя три года после событий основной манги, показан мир без Киры. Ниа играет роль L, раскрывая самые запутанные и сложные преступления. Но Ниа решил не раскрывать миру личность Киры, и даже больше, вообще не сообщать об итоге этого дела. Оставшиеся тетради смерти были сожжены по его решению. По словам детектива, из-за действий Лайта преступность снизилась на 70 %, а войны полностью прекратились.
Вдруг смерти от сердечных приступов снова возобновились, но умирали лишь старые, больные люди. Общество заговорило о возвращении Киры. Но Ниа выступил по телевидению как L и объявил, что новый убийца — подделка, и он даже не хочет его называть Кирой из-за уважения к такому умному и опасному врагу, как настоящий Кира. Он будет называть его лишь «C-Kira» (англ. Cheap Kira — дешёвый Кира) и не будет заниматься расследованием этого дела, потому что ему не интересно ловить убийцу-подражателя.
Позже показана телепередача, где ведут спор сторонники и противники Киры. Те, кто поддерживают Киру, считает, что убийства стариков, помогают стране, освобождая от такого социального бремени. Вскоре они начинают кричать, что и им молодым, тоже незачем жить без цели и смысла. Они ломают защитные экраны, закрывавшие их от камер, и просят Киру убить их, после чего один за другим умирают от сердечных приступов. После этого «дешёвый» Кира пропал.
Далее в манге показан мир богов смерти, где к Рюку пришла синигами Миадра. Она рассказывает, что выменяла себе за тринадцать яблок у Короля смерти ещё одну тетрадь смерти и отдала её человеку, желая сотворить нового Киру и избавиться от скуки царства смерти. Но этот человек был лишь месяц в роли Киры, а потом покончил с собой, записав своё имя в тетрадь.
Рюк рассказывает, что ему говорил человек, который поднял его тетрадь: — «что лишь человек с сильной душой и крепкой волей может использовать тетрадь смерти и изменить мир».

### Судьба после смерти
По словам Рюка, что бы ты ни сделал в своей жизни (если ты использовал тетрадь), после смерти ты попадёшь в небытие. Он также говорит, что будет рад лично поприветствовать Лайта после его смерти.

Предположительно, Ягами Лайт, ставший синигами

В полнометражном специальном выпуске аниме «Тетрадь смерти — Переписывание: Глазами Бога», спустя какое-то время в мире богов смерти к Рюку приходит не названный по имени бог смерти, просящий рассказать историю про человека, изменившего мир людей. Рюк, в обмен на яблоко, пересказывает события сериала, а после разговора, когда неназванный бог смерти уходит, Рюк произносит ему вслед: «Давай, почему бы и нет? Возможно, ты встретишь необычного парня и увидишь то, что не забудешь до конца своей жизни. Не так ли, Лайт?». Эти слова и схожесть безымянного бога с Лайтом привели к популярной у фанатов теории, что Лайт стал одним из синигами, хотя это и противоречит правилу, что после смерти все люди, без исключения, попадают в му (небытьё).

## Лайт в 13-м томе манги
В 13-м томе манги даны официальные данные персонажа. Кроме роста, веса и группы крови даны и характеристики героя — интеллект: 9, активность: 8, мотивация: 10, креативность: 10, социальность: 10, актёрские навыки: 10.
Любит — поддерживать справедливость, не любит — злодеев.

## Критика и отзывы
Лайт занимает 18-е место в списке 25 лучших персонажей аниме и манги за всю историю по версии IGN.
Терон Мартин из Anime News Network нашёл противостояние L и Лайта привлекательным для зрителей, поскольку они одновременно пытаются выяснить личность друг друга и скрыть собственную. Сотрудники журнала Hyper и Mania Entertainent согласились с этой точкой зрения, отметив, что соперничество L и Лайта — один из лучших моментов в манге, делающий её оригинальной.
В рейтинге сильнейших Мрачных жнецов, по версии сайта CBR, Лайт получил четвёртое место, так как его гениальность и способная убить кого угодно тетрадь смерти, ставит выше большинства остальных в списке.
Лайт часто упоминается как антигерой, а иногда и как протагонист злодей.

### Комментарии
1. ↑  по причине написания Рюком имени в Тетради смерти